# Соловец, Евгения Филипповна
Евгения Филипповна Соловец (род. 8 сентября 1938, город Керчь, Крымская АССР) — украинская советская деятельница, бригадир Керченского строительного управления № 21 треста «Керчьметаллургстрой» Крымской области. Депутат Верховного Совета Украинской ССР 8-10-го созывов. 

## Биография
Образование среднее. В 1955 — 1966 годах — маляр, штукатур, плиточник-облицовщик Керченского строительного управления № 21 треста «Керчьметаллургстрой» Крымской области. С 1966 года — бригадир отделочников Керченского строительного управления № 21 треста «Керчьметаллургстрой» Крымской области.
Депутат Крымского областного совета. С 1971 года депутат Верховного Совета Украинской ССР 8-10-го созывов.
Затем — на пенсии в городе Керчь.

## Награды
- ордена
- медали

## Ссылка
- «Крым 24» «Эпоха с Сергеем Минчиком» выпуске № 16 –  май 1975 года: депутаты Верховной Рады Украины и крымского облсовета маляр Евгения Соловец и доярка Тамара Дмитриенко.